# Max Kerschbaumer
Max Kerschbaumer (* 1924 in Taufkirchen; † 2005) war ein deutscher Jurist.

## Werdegang
Kerschbaumer wurde 1951 an der Juristischen Fakultät der Universität München promoviert. Er war Präsident des Bayerischen Landessozialgerichts.

## Ehrungen
- 1984: Bayerischer Verdienstorden
- 1989: Großes Verdienstkreuz der Bundesrepublik Deutschland